# Phryxe unicolor
Phryxe unicolor là một loài ruồi trong họ Tachinidae.